# 科尔维亚莱圣热罗尼莫堂
科尔维亚莱圣热罗尼莫堂（chiesa di San Girolamo a Corviale）是一座罗马天主教教堂，位于意大利罗马Gianicolense郊区的via dei Buonvisi。
该堂堂区由Clemente Micara枢机创立于1960年3月9日，教堂由建筑师Francesco Fornari建于同年，现代风格。堂内有一著名的十架苦像，两侧是玛利亚和若望。
2015年2月14日，教宗方济各将该堂定为领衔堂区，任命来自阿根廷的路易士·埃克托尔·比利亚尔为首任枢机司铎。